# Khujistan
Khujistan, de vegades transcrita Khudjistan, fou una petita vila de la regió de Badghis al nord-est d'Herat, avui a l'Afganistan. La regió era muntanyosa i els seus habitants bel·licosos. Fou guanyada pels kharigites i va esdevenir un enclavament kharigita en mig de terres sunnites, sent un dels darrers bastions d'aquesta tendència a l'Iran oriental. Hi va néixer Ahmad ibn Abd Allah al-Khudjistani, oficial de l'exèrcit de Muhàmmad ibn Tàhir que després de la caiguda de Nixapur, la capital tahírida, a mans de Yaqub ibn al-Layth as-Saffar el 873, va intentar fer-se independent amb suport de la ciutat d'Herat i del Tukharistan, organitzant un cop d'estat contra els safàrides; Ahmad fou mort per un dels seus ghulams el 882.